# Geneva River
Der Geneva River ist einer der größeren Flüsse an der Südküste von Dominica im Parish Saint Patrick. Er verfügt über zahlreiche Zuflüsse.

## Geographie
Der Geneva River entspringt Im Nordwesthang von Foundland und verläuft in steilem Lauf nach Westen, bis er im Tal mit dem Perdu Temps River zusammenfließt, welcher selbst im Gebiet Geneva des Morne Watt entspringt. Das Weit aufgefächerte Einzugsgebiet erhält jedoch auch Zuflüsse aus Foundland, von Morne John, Morne Anglais (Couliabourne), Morne Eloi (Bellevue Chopin) und der Soufrière Ridge (Morne Plat Pays). Von dieser Mündung verläuft der Fluss nach Süden, fließt im Tiefland durch Perdu Temps Estate und biegt bei Geneva Estate stärker nach Osten ab und mündet bei Geneva in die Grand Bay in  den Atlantik.
Seine wichtigsten Zuflüsse sind neben dem Perdu Temps River (r, N), Ravine Cacao (l, O), Louis River (r, W), Pichelin River (r, W), Micham River (r, W) und Ravine Jaunisse (l, N). Die Mündung kann man schon Fast als Delta bezeichnen mit einem relativ breiten Schwemmgebiet und mehreren Mündungsarmen, die jedoch nicht ganzjährig Wasser führen.
Benachbarte Einzugsgebiete sind die Flusssysteme von Ravine Sibouli (W), River Gillon (NW), Roseau (Queens River, N), und Rivière Blanche (Dominica) (NO).